# Саут Кофивил (Оклахома)
Саут Кофивил (енгл. South Coffeyville) град је у америчкој савезној држави Оклахома.

## Демографија
По попису из 2010. године број становника је 785, што је 5 (-0,6%) становника мање него 2000. године.
| Група             | 2000.       | 2010.       |
| Белци             | 657 (83,2%) | 612 (78,0%) |
| Афроамериканци    | 1 (0,1%)    | 5 (0,6%)    |
| Азијати           | 2 (0,3%)    | 0 (0,0%)    |
| Хиспаноамериканци | 15 (1,9%)   | 19 (2,4%)   |
| Укупно            | 790         | 785         |